# Кандаурова, Герта Семёновна
Ге́рта Семёновна Кандау́рова  (9 марта 1929, Москва — 5 августа 2013, Екатеринбург) — советский и российский физик, доктор физико-математических наук, профессор, заведующая лабораторией доменной структуры магнетиков (c 1989 года), главный научный сотрудник НИИ физики и прикладной математики Уральского государственного университета.
Количество цитирований публикаций Г. С. Кандауровой 518.

## Биография
Родилась 9 марта 1929 года в Москве.
В 1951 году окончила физико-математический факультет Уральского государственного университета.
С 1954 года — ассистент, доцент кафедры экспериментальной физики.
В 1957 году защитила кандидатскую диссертацию по теме «Изучение магнитных свойств магнитно-анизотронных образцов из ферромагнитных порошков».
С 1967 года старший научный сотрудник, доцент, профессор кафедры магнетизма Уральского государственного университета, главный научный сотрудник НИИ физики и прикладной математики Уральского университета.
В 1974 году защитила докторскую диссертацию по теме «Доменная структура и магнитный гистерезис одноносных ферромагнетиков» 
С 1992 по 2004 год — заведующая лабораторией магнитной доменной структуры.
Подготовила 18 кандидатов наук, двое из которых стали докторами физико-математических наук, а один — членом-корреспондентом РАН.
Скончалась 5 августа 2013 года. Похоронена на Широкореченском кладбище.

## Научная и преподавательская деятельность
Экспериментальное и теоретическое исследование магнитных гистерезисных свойств, доменной структуры широкого круга магнитных кристаллов и тонких пленок.
Совместно с учениками и сотрудниками установлены:
- новые закономерности в поведении и свойствах магнитных доменов и доменных границ;
- новый тип магнитооптической дифракции, обладающей асимметричным спектром;
- введены новые представления о кооперативных доменных структурах в кристаллах со сложной полидвойниковой микроструктурой;
- в тонких магнитных слоях со сложным характером магнитной анизотропии обнаружены домены, в каждом из которых можно реализовать до 8-ми различных устойчивых ориентаций вектора намагниченности, что открывает новые возможности для повышения плотности записи информации;
- открыто новое физическое явление — динамическая самоорганизация магнитных доменов и ангерное (возбужденное) состояние многодоменной магнитной среды[1].

### Читала курсы
Разработала и читала фундаментальный курс «Магнетизм твердых тел», создала оригинальные спецкурсы по микромагнетике, физике магнитных доменов и магнитной памяти, которые вошли в 2-томное учебное пособие «Доменная структура магнетиков».
О таланте педагога вспоминал Николай Варфоломеевич Мушников, академик РАН, директор Института физики металлов УрО РАН, говоря что

На выбор специализации повлияло общение с университетским профессором Гертой Семеновной Кандауровой, увлекательно рассказывавшей о проблемах магнетизма. — Е. Понизовкина. Заместитель председателя УрО РАН Н. В. Мушников: «Будем работать по правилам» // Наука Урала : Газета УрO РАН. — 2009. — Март (№ 7—8 (991)).

## Публикации
Опубликовала около 300 научных работ, 8 авторских свидетельств на изобретения , 1 патент РФ.
- Кандаурова, Г. С. Новые явления в низкочастотной динамике коллектива магнитных доменов // УФН : журн. — 2002. — Т. 172:10. — С. 1165–1187. — doi:10.3367/UFNr.0172.200210c.1165.
- Г. С. Кандаурова, «Особенности доменной структуры псевдоодноосных кристаллов — пластин {111} ферритов-гранатов», Докл. АН СССР, 243:5 (1978), 1165—1167
- Г. С. Кандаурова, Л. Г. Оноприенко. Доменная структура магнетиков. Основные вопросы микромагнетики. — Свердловск: УрГУ, 1986. — 136 с.

### Научно-популярные статьи
- Г. С. Кандаурова. Хаос, порядок и красота в мире магнитных доменов // Известия Уральского государственного университета. — 1997. — № 5. — С. 31—52.
- Г. С. Кандаурова. «Жизнь» магнитных доменов // Наука и жизнь : журнал. — 2007. — № 5. — С. 26—32. — ISSN 0028-1263.

### Перечни публикаций
- Перечень публикаций в РИНЦ

## Награды и звания
- Заслуженный деятель науки Российской Федерации (1995),
- Первые премии Уральского университета за циклы работ «Исследование доменной структуры высокоанизотропных ферромагнетиков» (1977),
- «Динамическая самоорганизация и ангерное состояние многодоменной магнитной среды» (1999).
- Почетный профессор Уральского федерального университета (2012).